# TuS Konz
Der TuS Konz (vollständiger Name: Turn- und Sportverein 09 Konz e. V.) ist ein Sportverein aus Konz in Rheinland-Pfalz. Die erste Fußballmannschaft spielte in der Saison 1951/52 ein Jahr in der damals zweitklassigen II. Division Südwest.

## Geschichte
Der TuS Konz wurde im Jahre 1909 gegründet. Die ersten Erfolge wurden in den Jahren 1950 und 1951 erzielt, als die Mannschaft zweimal hintereinander rheinländischer Meister. Beide Male wurde der mögliche Aufstieg in die damals erstklassige Oberliga Südwest verpasst. Der TuS Konz gehörte 1951 zu den Gründungsmitgliedern der II. Division Südwest. Als abgeschlagener Tabellenletzter musste die Mannschaft nach nur einer Saison in die Amateurliga Rheinland absteigen.
Es folgte ein weiterer Abstieg, ehe 1955 die Rückkehr in die Amateurliga gelang. Hier konnte sich die Mannschaft zwei Jahre halten, ehe die Konzer erneut absteigen mussten. Im Jahre 1967 spaltete sich die Fußballabteilung aufgrund von vereinsinternen Schwierigkeiten als neuer eigenständiger Verein (SV Konz) vom Hauptverein ab. 
Bis 1995 spielte die erste Mannschaft des SV Konz in den Kreisligen. 1996 bis 1999 erfolgten unter Trainer Wolfgang Hoor Aufstiege bis in die Landesliga. Nach einer Ligenreform spielt der SV Konz in der Bezirksliga West des Fußballverbandes Rheinland. 2014 erfolgte der erstmalige Aufstieg in die höchste Verbandsklasse, die Rheinlandliga.

## Persönlichkeiten
- Walter Brech